# رود ایزومی
رود ایزومی (به لاتین: Isumi River) یک رود در ژاپن است که در کاتوسورا، چیبا واقع شده‌است.